# Hemeroplanes triptolemus
Hemeroplanes triptolemus é uma espécie de mariposa. Alimenta-se de néctar.
Esta mariposa é comum na Costa Rica, Belize, México e Guatemala, e provavelmente voa da América Central até à Colômbia, Equador, Bolívia, Argentina, Venezuela e Guiana.

## Características
As larvas alimentam-se de Mesechites trifida. Na sua forma de larva, o Hemeroplanes triptolemus expande os segmentos anteriores do seu corpo para imitar a aparência de uma cobra, com manchas para os olhos. Este mimetismo com as cobras estende-se mesmo ao seu comportamento, já que atacará inofensivamente possíveis predadores.

## Galeria

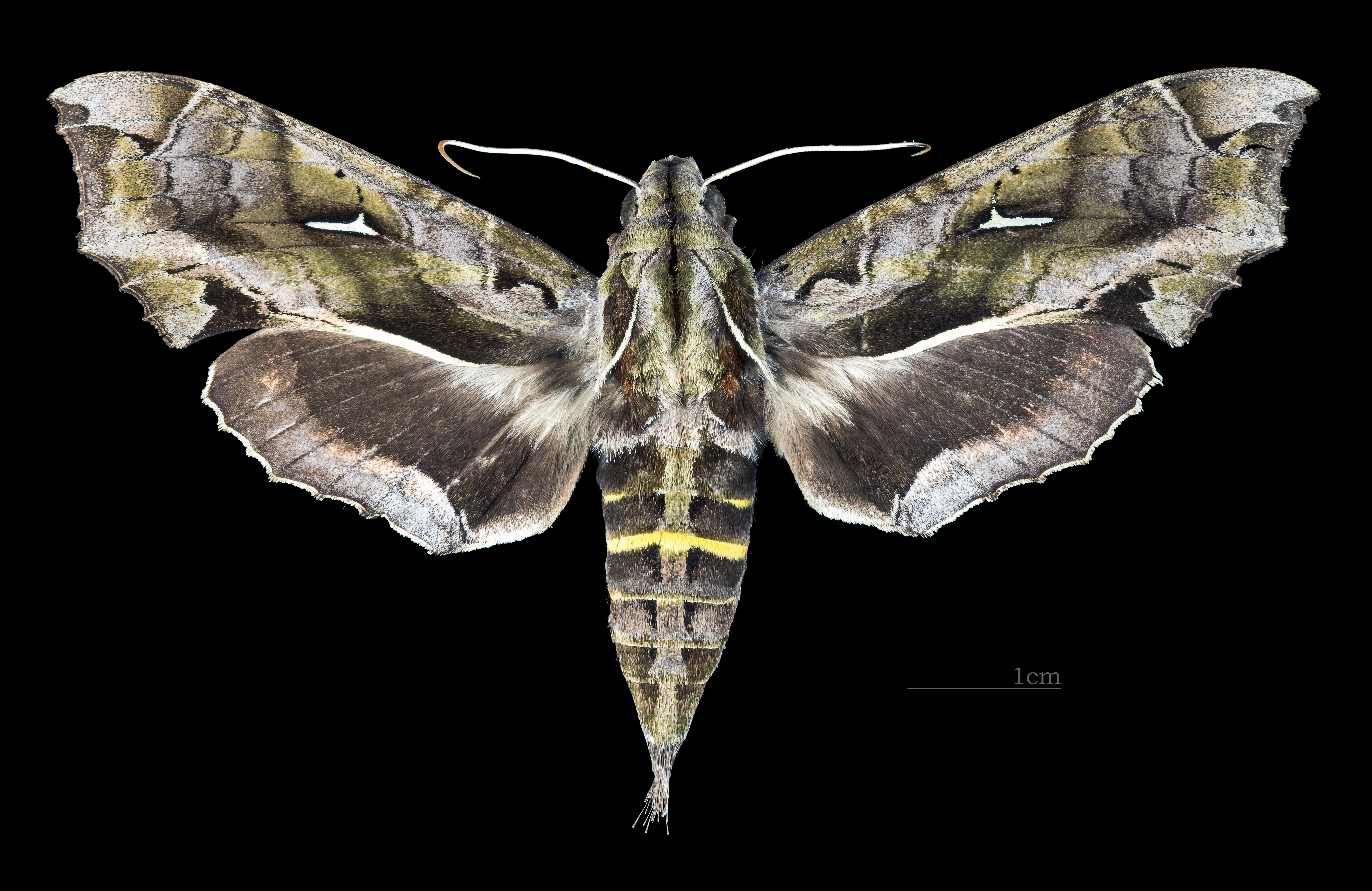
Fêmea, dorsal (col.MHNT)
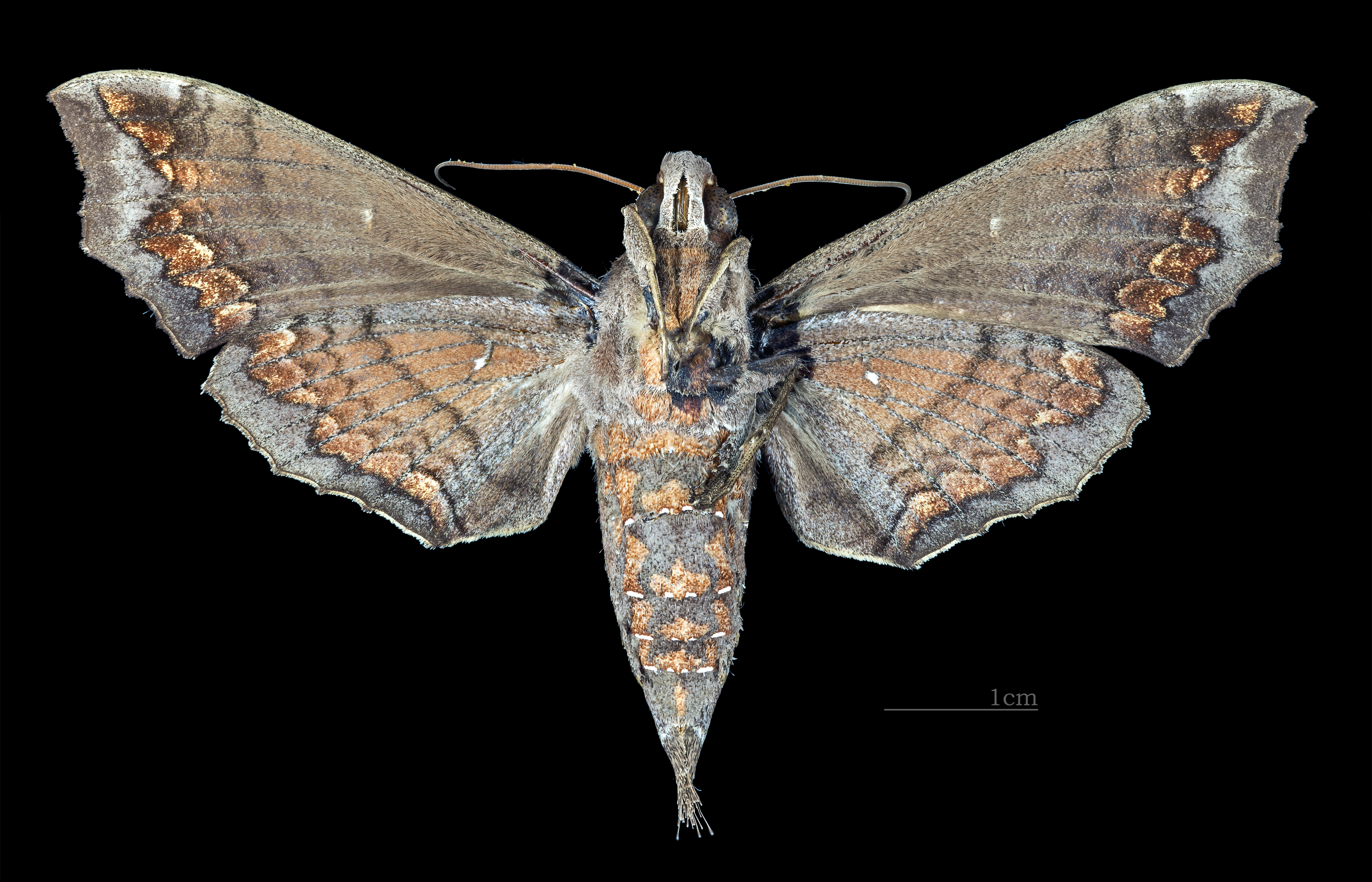
Fêmea, ventral (col.MHNT)